# Primetime-Emmy-Verleihung 1972
Die 24. Emmy-Verleihung fand am 14. Mai 1972 im Hollywood Palladium in Los Angeles, Kalifornien, USA statt. Die Zeremonie wurde von Johnny Carson moderiert.

## Hauptkategorien

### Dramaserie
(Outstanding Series – Drama)
- Elisabeth I. (Elizabeth R) (PBS)
- Columbo (Columbo) (NBC)
- Mannix (Mannix) (CBS)
- Dr. med. Marcus Welby (Marcus Welby, M.D.) (ABC)
- Die sechs Frauen Heinrich VIII. (The Six Wives of Henry VIII) (CBS)

### Comedyserie
(Outstanding Series – Comedy)
- All In The Family – Es bleibt in der Familie (All In the Family) (CBS)
- Sanford and Son (NBC)
- Oh Mary (The Mary Tyler Moore Show) (CBS)
- Männerwirtschaft (The Odd Couple) (ABC)

### Einzelprogramm Drama/Comedy
(Outstanding Single Program – Drama or Comedy)
- Freunde bis in den Tod (Brian’s Song) (ABC)
- All In The Family – Es bleibt in der Familie (All In the Family – Episode: Sammy’s Visit) (CBS)
- Elisabeth I. (Elizabeth R – Episode: The Lion’s Cub) (PBS)
- Die sechs Frauen Heinrich VIII. (The Six Wives of Henry VIII – Episode: Jane Seymour) (CBS)
- Hallmark Hall of Fame (Episode: The Snow Goose) (NBC)

### Herausragende neue Serie
(Outstanding New Series)
- Elisabeth I. (Elizabeth R)
- Columbo (Columbo)
- Sanford and Son
- Die sechs Frauen Heinrich VIII. (The Six Wives of Henry VIII)
- The Sonny & Cher Comedy Hour

### Hauptdarsteller in einer Drama-Serie
(Outstanding Continued Performance by an Actor in a Leading Role in a Dramatic Series)
- Peter Falk als Lt. Columbo in Columbo (Columbo)
- Raymond Burr als Robert T. Ironside in Der Chef (Ironside)
- Mike Connors als Joe Mannix in Mannix (Mannix)
- Robert Young als Dr. Marcus Welby in Dr. med. Marcus Welby (Marcus Welby, M.D.)
- Keith Michell als Henry VIII. in Die sechs Frauen Heinrich VIII. (The Six Wives of Henry VIII)

### Hauptdarsteller in einer Comedy-Serie
(Outstanding Continued Performance by an Actor in a Leading Role in a Comedy Series)
- Carroll O’Connor als Archie Bunker in All In The Family – Es bleibt in der Familie (All In the Family)
- Redd Foxx als Fred G. Sanford in Sanford and Son
- Tony Randall als Felix Unger in Männerwirtschaft (The Odd Couple)
- Jack Klugman als Oscar Madison in Männerwirtschaft (The Odd Couple)

### Hauptdarsteller (Einzelleistung)
(Outstanding Single Performance by an Actor in a Leading Role)
- Keith Michell als Henry VIII. in Die sechs Frauen Heinrich VIII. (The Six Wives of Henry VIII – Episode: Catherine Howard)
- Billy Dee Williams als Gale Sayers in Freunde bis in den Tod (Brian’s Song)
- James Caan als Brian Piccolo in Freunde bis in den Tod (Brian’s Song)
- George C. Scott als Edward Rochester in Das Geheimnis von Schloß Thornfield (Jane Eyre)
- Richard Harris als Philip Rhayadar in Hallmark Hall of Fame (Episode: The Snow Goose)

### Hauptdarstellerin in einer Drama-Serie
(Outstanding Continued Performance by an Actress in a Leading Role in a Dramatic Series)
- Glenda Jackson als Queen Elizabeth I. in Elisabeth I. (Elizabeth R)
- Susan Saint James als Sally McMillan in McMillan & Wife
- Peggy Lipton als Julie Barnes in Twen-Police (The Mod Squad)

### Hauptdarstellerin in einer Comedy-Serie
(Outstanding Continued Performance by an Actress in a Leading Role in a Comedy Series)
- Jean Stapleton als Edith Bunker in All In The Family – Es bleibt in der Familie (All In the Family)
- Sandy Duncan als Sandy Stockton in Viel Lärm um Sandy (Funny Face)
- Mary Tyler Moore als Mary Richards in Oh Mary (The Mary Tyler Moore Show)

### Hauptdarstellerin (Einzelleistung)
(Outstanding Single Performance by an Actress in a Leading Role)
- Glenda Jackson als Queen Elizabeth I. in Elisabeth I. (Elizabeth R – Episode: The Shadow In The Sun)
- Helen Hayes als Sophie Tate Curtis in Do Not Fold, Spindle or Mutilate
- Glenda Jackson als Queen Elizabeth I. in Elisabeth I. (Elizabeth R – Episode: The Lion’s Cub)
- Susannah York als Jane Eyre in Das Geheimnis von Schloß Thornfield (Jane Eyre)
- Patricia Neal als Olivia Walton in Die Waltons (The Waltons – Episode: The Homecoming: A Christmas Story)

## Nebendarsteller

### Nebendarsteller in einem Drama
(Outstanding Performance by an Actor in a Supporting Role in Drama)
- Jack Warden als Coach Halas in Freunde bis in den Tod (Brian’s Song)
- James Brolin als Dr. Steven Kiley in Dr. med. Marcus Welby (Marcus Welby, M.D.)
- Greg Morris als Barney Collier in Kobra, übernehmen Sie (Mission: Impossible)

### Nebendarsteller in einer Comedy
(Outstanding Performance by an Actor in a Supporting Role in Comedy)
- Ed Asner als Lou Grant in Oh Mary (The Mary Tyler Moore Show)
- Rob Reiner als Michael „Meathead“ Stivic in All In The Family – Es bleibt in der Familie (All In the Family)
- Ted Knight als Ted Baxter in Oh Mary (The Mary Tyler Moore Show)

### Nebendarstellerin in einem Drama
(Outstanding Performance by an Actress in a Supporting Role in Drama)
- Jenny Agutter als Fritha in Hallmark Hall of Fame (Episode: The Snow Goose)
- Gail Fisher als Peggy Fair in Mannix (Mannix)
- Elena Verdugo als Consuelo Lopez in Dr. med. Marcus Welby (Marcus Welby, M.D.)

### Nebendarstellerin in einer Comedy
(Outstanding Performance by an Actress in a Supporting Role in Comedy)
- Sally Struthers als Gloria Bunker-Stivic in All In The Family – Es bleibt in der Familie (All In the Family)
- Valerie Harper als Rhoda Morgenstern in Oh Mary (The Mary Tyler Moore Show)
- Cloris Leachman als Phyllis Lindstrom in Oh Mary (The Mary Tyler Moore Show)

## Regie

### Regie bei einem Drama/Einzelfolge einer Serie
(Outstanding Directorial Achievement in Drama – A Single Program of a Series with Continuing Characters and/or Theme)
- Alexander Singer für The Bold Ones: The Lawyers (Episode: The Invasion of Kevin Ireland) (NBC)
- Edward M. Abroms für Columbo (Episode: Zigarren für den Chef) (Columbo – Episode: Short Fuse) (NBC)
- Daniel Petrie für The Man and The City (Episode: Hands of Love) (ABC)

### Regie bei einer Comedyserie
(Outstanding Directorial Achievement in Comedy)
- John Rich für All In The Family – Es bleibt in der Familie (All In the Family – Episode: Sammy’s Visit) (CBS)
- Peter Baldwin für Oh Mary (Episode: Weiberwirtschaft) (The Mary Tyler Moore Show – Episode: Where There’s Smoke, There’s Rhoda) (CBS)
- Jay Sandrich für Oh Mary (Episode: Rollentausch) (The Mary Tyler Moore Show – Episode: Thoroughly Unmilitant Mary) (CBS)

### Regie bei einer Comedyserie, Varieté oder Musik
(Outstanding Directorial Achievement in Comedy, Variety or Music)
- Martin Charnin und Walter C. Miller für Musik, die nie verklingt – ’s ist wundervoll ’s ist Gershwin (Jack Lemmon in ’S Wonderful, ’S Marvelous, ’S Gers) (NBC)
- Art Fisher für The Sonny & Cher Comedy Hour (Episode mit Tony Randall) (CBS)
- David P. Powers für Julie and Carol at Lincoln Center (CBS)
- Roger Englander für New York Philharmonic Young People’s Concerts: Liszt and the Devil (CBS)
- David Powers für The Carol Burnett Show (Episode mit Carol Channing und Steve Lawrence) (CBS)
- Tim Kiley für The Flip Wilson Show (Episode vom 16. Dezember 1971) (NBC)

## Drehbuch

### Drehbuch für eine Dramaserie
(Outstanding Writing Achievement in Drama)
- Richard L. Levinson und William Link für Columbo (Episode: Mord mit der linken Hand) (Columbo – Episode: Death Lends a Hand) (NBC)
- Jackson Gillis für Columbo (Episode: Mord in Pastell) (Columbo – Episode: Suitable for Framing) (NBC)
- Steven Bochco für Columbo (Episode: Tödliche Trennung) (Columbo – Episode: Murder by the Book) (NBC)

### Drehbuch für eine Comedyserie
(Outstanding Writing Achievement in Comedy)
- Burt Styler für All In The Family – Es bleibt in der Familie (All In the Family – Episode: Edith’s Problem) (CBS)
- Norman Lear und Burt Styler für All In The Family – Es bleibt in der Familie (All In the Family – Episode: The Saga of Cousin Oscar) (CBS)
- Alan J. Levitt und Philip Mishkin für All In The Family – Es bleibt in der Familie (All In the Family – Episode: Mike’s Problem) (CBS)